# Спаси ме самоће
Спаси ме самоће е третият студиен албум на Драгана Миркович и първи с Южни Ветар. Излиза през 1986 с издател Дискос. Близо десетилетие по-късно се реиздава от Ювекомерс (Музикалната къща на Миодраг Илич (Миле Бас)).

## Песни
1. Пусти да веруйем / Pusti da verujem
2. Измисличу свет / Izmisliću svet
3. Опрости за све / Oprosti za sve
4. Спаси ме самоче / Spasi me samoće
5. Изаджи из старе приче / Izađi iz stare priče
6. Роджен за мене / Rođen za mene
7. Кад би знао како чезнем / Kad bi znao kako čeznem
8. Будучност йе моя у рукама твоим / Budućnost je moja u rukama tvojim
9. Среча ми йе окренула леджа / Sreća mi je okrenula leđa

## Видеоклипове
- Pusti da verujem
- Izmislicu svet
- Oprosti za sve
- Spasi me samoce
- Rodjen za mene
- Kad bi znao kako ceznem
- Sreca mi je okrenula ledja